# UB-114号潜艇
陛下之UB-114号艇是德意志帝国海军于第一次世界大战期间建造的其中一艘UB-III型近岸潜艇或称U艇。它由汉堡的布洛姆与福斯船厂承建，于1917年9月23日新船下水，至1918年5月4日交付使用。其全长55.3米，水面及水下排水量分别为510吨和629吨，艇载武器则包括五具500毫米鱼雷发射管以及一门105毫米口径甲板炮。1918年3月15日，UB-114号在海试期间意外沉没，打捞上岸后改作训练艇职责，未能参与任何实战。战后，根据对德停战协定的要求，该艇于1918年11月26日被引渡至英国哈维奇正式向协约国投降，继而于1919年4月19日移交法国途中在布莱顿附近再度意外沉没。

## 设计
UB-114号是汉堡布洛姆与福斯船厂承建的第三批次（UB-103至UB-117号）UB-III型潜艇之一，由德意志帝国海军潜艇监察局于1917年2月6日订购，至同年9月23日下水。其全长55.30米，舷宽5.80米。艇体采用双壳体结构，水面及水下排水量分别为510吨和629吨，浮起时的吃水深度为3.70米。由于无需像UC-II型艇那样提供水雷布设装置，设计工程师对潜艇舷弧进行了优化，增大了司令塔体积，配备两具潜望镜，司令塔与控制室之间增加一道水密舱壁。这些改进显著提高了潜艇的水下机动性和生存力。为了达到更高的航速，UB-114号采用两台猛狮-伏尔铿六缸四冲程550匹公制馬力（405千瓦特）柴油机用于水面运行，以及两台394匹公制馬力（290千瓦特）的玛菲电动发电机用于水下航行；水面最高航速13.3節（24.6每小時），水下7.5節（13.9每小時）；能够在水面以6節（11每小時）航速续航7,420海里（13,740），或以4節（7.4每小時）连续在水下航行55海里（102）而无需充电。
UB-114号的主武器为五具500毫米艇艏鱼雷发射管，其中艇艏四具采用层叠式布局分居两侧、艇艉一具，并可搭载合共10枚G6型鱼雷。辅助武器则是一门105毫米45倍径速射炮。其标准船员编制为3名军官加31名水兵。

## 服役历史
1918年5月4日，UB-114号在曾担任UC-4和UB-104号艇长、经验丰富的海军中尉恩斯特·柏林的指挥下正式入役，随即展开海试。但在海试期间，该艇于5月13日在基尔港湾附近的一次事故中意外沉没，造成艇内7名官兵遇难。其艇体其后打捞上岸，并在大修后投入基尔潜艇学校担任训练艇，未能参与任何实战。战后，根据对德停战协定的要求，UB-114号于1918年11月26日被引渡至英国哈维奇正式向协约国投降，继而移交法国。但在1919年4月19日拖往法国途中，UB-114号于布莱顿附近（50°25′N 0°12′W / 50.417°N 0.200°W）再度意外沉没。其残骸于2013年由沉船考古学家英尼斯·麦卡特尼寻获并确认。

## 脚注
1. ↑  Rössler，第66頁.
2. ↑  Helgason, Guðmundur. . German and Austrian U-boats of World War I - Kaiserliche Marine - Uboat.net.   [2022-06-07].
3. 1 2 3 4 5  Gröner 1991，第25-30頁.
4. 1 2  Helgason, Guðmundur. . German and Austrian U-boats of World War I - Kaiserliche Marine - Uboat.net.   [2015-03-10].
5. ↑  陈进，第239頁.
6. ↑  Dodson & Cant，第24, 129頁.
7. ↑  . Alchetron. 2018-03-23  [2022-06-07]. （原始内容存档于2022-06-09）.